# پاتریک کوترونه
پاتریک کوترونه (ایتالیایی: Patrick Cutrone؛ زادهٔ ۳ ژانویهٔ ۱۹۹۸) بازیکن فوتبال اهل ایتالیا است که برای باشگاه کومو بازی می‌کند.

## دوران باشگاهی

### میلان
پاتریک کوترونه در کومو زاده شد و در سنین جوانی شروع به بازی فوتبال کرد. در سال ۲۰۰۵، کوترونهٔ هفت ساله دوران جوانی خود را در تیم محلی پردینزه آغاز کرد. در تابستان سال ۲۰۰۷، او آزمایش‌هایی را در اینتر میلان، مونزا و آ.ث. میلان برگزار کرد. در ۲۹ ژوئن ۲۰۰۷، او رسماً به آکادمی آکادمی آ.ث. میلان پیوست و ده سال بعد را در گروه‌های سنی مختلف تا تیم پریماورا (زیر ۱۹ سال) در آنجا گذراند. در مارس ۲۰۱۵، کوترونه نخستین قرارداد حرفه ای خود را با میلان امضا کرد که از ۱ ژوئیه ۲۰۱۵ تا ۳۰ ژوئن ۲۰۱۸ قابل اجرا می‌شد.
کوترونه نخستین بار در بازی خانگی برابر پسکارا در ۳۰ اکتبر ۲۰۱۶ به تیم اصلی میلان دعوت شد؛ او در طول بازی بر روی نیمکت تیم حضور داشت و یک ذخیره بی استفاده باقی ماند. پیش از آن، تجربه وی با تیم اول به بازی‌های دوستانه پیش فصل و گاه به گاه جلسات تمرینی محدود می‌شد. در ژانویه سال ۲۰۱۷، کوترونه به تیم اول میلان معرفی شد. در ۲۱ مه ۲۰۱۷، او نخستین بازی خود را در پیروزی ۳–۰ خانگی برابر باشگاه فوتبال بولونیا در سری آ انجام داد و در دقیقه ۸۵ به عنوان جانشین برای جرارد دلوفئو به میدان آمد. او همچنین برای اولین بار کارت زرد خود را در آن بازی برای یک تکل که منجر به خطا شد گرفت.
در تابستان سال ۲۰۱۷، کوترونه قراردادش را تا ۳۰ ژوئن ۲۰۲۱ تمدید کرد، در حالی که هیئت مدیره چینی میلان بیش از ۲۰۰ میلیون یورو برای نقل و انتقالات هزینه کرد، در مجموع ۱۱ بازیکن جدید جذب کرد که دو نفر از آنها مهاجم بودند، آندره سیلوا و نیکولا کالینیچ. در ابتدا، به منظور افزایش زمان بازی برای تیم اصلی، کوترونه متقاعد شده بود که به یکی از باشگاه‌های رده پایین سری آ بپیوندد، اما با این حال امتناع کرد.
در ۲۷ ژوئیه ۲۰۱۷، وی برای نخستین بار در پیروزی ۱–۰ برابر تیم رومانیایی یونیورسیتاتئا کرایووا در مرحله انتخابی لیگ اروپا ۱۸–۲۰۱۷ در ترکیب اصلی قرار گرفت. در ۳ اوت ۲۰۱۷، در بازی برگشت برابر کرایووا، او نخستین گلش را برای میلان به ثمر رساند و این بازی با نتیجه ۲–۰ به نفع میلان به پایان رسید. در ۲۰ اوت ۲۰۱۷، او نخستین گل خود را در سری آ، در پیروزی ۳–۰ برابر کروتونه به ثمر رساند. در ۲۴ اوت ۲۰۱۷، او تک‌گل تیمش را در پیروزی ۱–۰ برابر اشکندیا مرحله پلی‌آف لیگ اروپا، به ثمر رساند و در ۲۸ سپتامبر، او گل پیروزی‌بخش تیمش را در آخرین دقایق بازی برابر رییکا در مرحله گروهی زد تا بازی با نتیجه ۳–۲ به سود میلان به پایان برسد. در بازی کوپا ایتالیا برابر رقیب محلی، اینتر میلان، در حالی که به عنوان بازیکن ذخیره وارد شده بود، کوترونه موفق شد گل پیروزی و نخستین گل خود را در شهرآورد دلا مادونینا به ثمر برساند.
در تاریخ ۲۸ ژانویه ۲۰۱۸، کوترونه در بازی خانگی سری آ مقابل لاتزیو یک گل اول را به ثمر رساند. در ابتدا تصور می‌شد که این گل توسط کوترونه و بازیکنان لاتزیو به‌طور یکسان هدایت می‌شود. با این حال، پس از سوت پایان، مشخص شد که پس از یک ضربه آزاد توسط هاکان Çalhanoğlu، توپ به سر کوترونه لمس نمی‌شود، بلکه از بازوی او مستقیم به سمت دروازه منحرف می‌شود. [۲۱] اگرچه گزارش شده‌است که کوترونه احتمالاً می‌تواند ممنوع‌الخروج از دو مسابقه برای هندبال ادعایی عمدی باشد ، [۲۲] تحقیقات انجام شده توسط FIGC ثابت کرد که اقدامات وی در آن قسمت غیرعمدی بوده و بنابراین قابل مجازات نبوده‌است. [۲۳]
در تاریخ ۱۰ فوریه ۲۰۱۸، کوترونه در پیروزی ۴–۰ خارج از خانه SPAL با یک گل برتری را به ثمر رساند و موقعیت خود را به عنوان مهاجم انتخابی اول میلان در طول فصل ۲۰۱۷–۱۸ تقویت کرد. [۲۴]
در تابستان سال ۲۰۱۸، هیئت مدیره جدید میلان با امضای یک گلزن بلند سطح، یعنی گونزالو ایگواین، که اولین بار کرورون برای اولین بار در سال ۲۰۱۵ به عنوان یک هوادار ملاقات کرد، تصمیم گرفت توانایی حمله به تیم را افزایش دهد. [۲۵] [۲۶] پس از ورود وی، از بین همه مهاجمان باقیمانده در تیم (یعنی نیکولا کالینیچ، آندره سیلوا و کارلوس باکا)، Cutrone تنها کسی بود که در بازار نقل و انتقالات قرار نگرفته‌است. [۲۷] [۲۸] در تاریخ ۳۱ اوت ۲۰۱۸، Cutrone به عنوان جانشین تعویض شد و در بازی خانگی سری آ سالهای ۲۰۱۸–۱۹ مقابل رم (۲–۱) به گل پیروزی مسابقه آخرین گل رسید و با کمک به میلان اولین پیروزی رقابتی فصل را بدست آورد. . [۲۹]
در اکتبر سال ۲۰۱۸، Cutrone قرارداد خود با میلان را تا ۳۰ ژوئن ۲۰۲۳ تمدید کرد.
در تاریخ ۱۲ ژانویه ۲۰۱۹، Cutrone به عنوان یک تعویض وقت اضافی وارد زمین شد و در یک پیروزی نهایی Coppa Italia 2-0 برابر سامپدوریا، تنها در شش دقیقه دو گل لمسی اول را به ثمر رساند. [۳۱] در همان ماه، این باشگاه تصمیم به فسخ زودهنگام وام گونزالو ایگواین گرفت و کرزیستوف پیوتک را به عنوان مهاجم انتخاب اول انتخاب کرد، که نقش وی در زمین و سبک بازی با نقش‌های Cutrone «خیلی مشابه» در نظر گرفته شد. [۳۲] سرمربی تیم، جنارو گتوزو، همچنین به دلایل تاکتیکی از جفت شدن مهاجمان خودداری کرد و ۴-۳-۳ را به عنوان شروع منظم او ترجیح داد. [۳۳] در نتیجه، زمان بازی و کیفیت عملکرد Cutrone همچنان رو به کاهش بود، که این بازیکن نتوانست در ۱۸ بازی متوالی خود گلزنی یا کمک کند، بیشتر به عنوان فوق‌العاده. از آنجا که میلان بار دیگر نتوانست در لیگ قهرمانان اروپا صعود کند، گاتوسو استعفا داد و جای مارکو جیپائولو شد. [۳۴] [۳۵] با وجود Giampaolo به نفع ۴-۳-۱–۲ بیش از هر شکل دیگری، فرصت‌های Cutrone در میلان همچنان محدود به نظر می‌رسید که مربی جدید بخواهدبه جفت کردن Piątek با یک نوع متفاوت از شریک حمله کننده نسبت به Cutrone. [36]

### ولورهمپتون واندررز
در تاریخ ۳۰ ژوئیه ۲۰۱۹، Cutrone با قراردادی چهار ساله به Wolverhampton Wanderers پیوست. [37] [38] Cutrone اولین حضور خود در لیگ را برای Wolves به عنوان جایگزین در رقابت‌های لیگ برتر لیگ قهرمانان اروپا در فصل ۲۰۱۹–۲۰۲۰، یک تساوی ۰–۰ با لستر سیتی در ۱۱ آگوست ، [۳۹] که اولین حضور خود را (همچنین به عنوان یک جایگزین). در بازی‌های لیگ قهرمانان اروپا ۲۰۱۹–۲۰۲۰ یوفا سه روز قبل به مصاف پیونس ارمنستان رفت. [۴۰] در ۱۵ آگوست، Cutrone اولین برد خود را برای وولز در پیروزی ۴–۰ خانگی مقابل FC Pyunik در ۲ مرحله از مرحله سوم مقدماتی لیگ یوفا اروپا انجام داد. [41] Cutrone اولین بازی خود در لیگ برتر را برای وولز انجام داد که در بازی ۳–۲ به بیرون اورتون در ۱ سپتامبر رسید. [۴۲] اولین گل او برای گرگ‌ها در ۱۴ سپتامبر، در بازی با نتیجه ۲ بر ۵ خانگی مقابل چلسی در لیگ برتر به ثمر رسید. [۴۳] گل دوم کروتون برای لیگ گرگ و اولین گل او در این مسابقه که در آن باشگاه موفق به پیروزی شد، با نتیجه ۲–۰ خانگی مقابل وستهام یونایتد در ۴ دسامبر ۲۰۱۹ به ثمر رسید. Cutrone فقط ۲ دقیقه از بازی گذشته بود که به عنوان دقیقهی ۸۴ تعویض در زمین بود. [۴۴]